# 송두호
송두호(宋斗灝, 1928년 12월 12일~)는 대한민국의 의사, 정치인이다. 제13·14대 국회의원을 지냈다. 본관은 은진.

## 학력
- 거제국민학교 졸업
- 경남중학교 졸업
- 경남고등학교 졸업
- 서울대학교 의과대학 졸업

## 경력
- 인제의대 외래교수
- 동아대의대 외래교수
- 경남중고 총동창회 회장
- 부산 서울대학교 총동창회 회장
- 대한신경외과학회회장
- 한일친선협회 중앙회 이사장
- 한중친선협회 회장
- 국회 예산결산위원
- 국회 보건복지위원회 민자당 간사
- 민자당 정책부의장
- 민자당 환경특위위원장
- 대한민국헌정회 부회장

## 역대 선거 결과
|  | 23.8% |

|  | 53.62% |